# 山田良之助 (陸軍軍人)

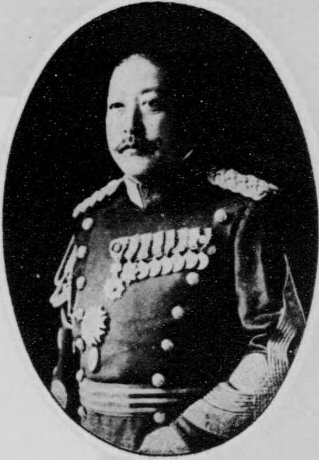
山田良之助

山田 良之助（やまだ よしのすけ、1872年3月18日（明治5年2月10日） - 1937年2月12日）は、日本の陸軍軍人。最終階級は陸軍中将。

## 履歴
和歌山県出身。山田保永陸軍中将の長男として生まれる。1894年（明治27年）7月、陸軍士官学校（5期）を卒業。同年9月、歩兵少尉任官。1902年（明治35年）11月、陸軍大学校（16期）を卒業した。
1914年（大正3年）5月、歩兵大佐に昇進し歩兵第3連隊長に就任。1916年（大正5年）4月、陸軍戸山学校長に異動し、1918年（大正7年）7月、陸軍少将に進級。1920年（大正9年）2月、歩兵第23旅団長に就任し、1922年（大正11年）2月、憲兵司令官に転じた。
1923年（大正12年）8月、陸軍中将に進み第16師団長に親補された。1926年（大正15年）3月に待命となり、同月、予備役に編入された。

## 栄典
- 1925年（大正14年）12月1日 - 正四位[1]

## 親族
- 義兄 田中国重（陸軍大将）
- 娘婿 酒井康（陸軍中将）